# Ali Ahmad Popal
Ali Ahmed Popal (paschtunisch علي احمد پوپل‎; * 22. Februar 1916 in Kabul; † 21. November 2004) war ein afghanischer Diplomat und Politiker.

## Leben
Ali Ahmed Popal studierte an der Amani-Oberrealschule und an der Ruprecht-Karls-Universität Heidelberg, wo er 1942 zum Dr. phil.  promoviert wurde. Von 1942 bis 1946 leitete die Abteilung Pädagogik im Erziehungsministerium und die Amani-Oberrealschule. 1947 leitete er das Lehrer-Seminar. Von 1948 bis 1949 leitete er die Abteilung Volksschulwesen im Kultusministerium. Von 1949 bis 1951 leitete er die Abteilung Erziehungswesen. Von 1952 bis 1956 war er Staatssekretär im Kultusministerium. Ab dem 14. März 1957 war er Stellvertretender Erziehungsminister, ehe er 1958 zum Erziehungsminister im Regierungskabinett von Mohammed Daoud Khan ernannt wurde. Von März 1963 bis zum 8. Juli 1964 war er Bildungsminister im Regierungskabinett von Mohammad Yusuf.
Von August 1964 bis November 1967 war er Botschafter in Bad Godesberg. Von November 1967 bis 24. Oktober 1974 war er Bildungsminister im Regierungskabinett von Mohammad Nur Ahmad Etemadi. Von 24. Oktober 1974 bis 11. November 1976 war er Botschafter in Tokio.